# دارسی دانال
دارسی دانال (انگلیسی: Darcie Dohnal؛ زادهٔ june ۲۸, ۱۹۷۲ (۵۲ سال)) ورزشکار اسکیت سرعت اهل ایالات متحده آمریکا است.
وی در مسابقات کشوری و بین‌المللی در مجموع برندهٔ ۱ مدال نقره شده‌است.